# Капулат
Капула́т (кат. Capolat, вимова літературною каталанською [kəpu'łat]) - муніципалітет, розташований в Автономній області Каталонія, в Іспанії. Код муніципалітету за номенклатурою Інституту статистики Каталонії - 80459. Знаходиться у районі (кумарці) Барґаза (коди району - 14 та BD) провінції Барселона, згідно з новою адміністративною реформою перебуватиме у складі Баґарії (округи) Центральна Каталонія. 

## Назва муніципалітету
Найімовірніше, назва муніципалітету походить від лат. campu latu - "широке поле".

## Населення
Населення міста (у 2007 р.) становить 81 особа (з них менше 14 років - 11,1%, від 15 до 64 - 63%, понад 65 років - 25,9%). У 2006 р. народжуваність склала 2 особи, смертність - 0 осіб, зареєстровано 0 шлюбів. У 2001 р. активне населення становило 32 особи, з них безробітних - 3 особи.

Серед осіб, які проживали на території міста у 2001 р., 60 народилися в Каталонії (з них 40 осіб у тому самому районі, або кумарці), 2 особи приїхали з інших областей Іспанії, а 4 особи приїхали з-за кордону. 

Вищу освіту має 14,5% усього населення. 

У 2001 р. нараховувалося 24 домогосподарства (з них 25% складалися з однієї особи, 16,7% з двох осіб,29,2% з 3 осіб, 16,7% з 4 осіб, 12,5% з 5 осіб, 0% з 6 осіб, 0% з 7 осіб, 0% з 8 осіб і 0% з 9 і більше осіб).

Активне населення міста у 2001 р. працювало у таких сферах діяльності : у сільському господарстві - 13,8%, у промисловості - 10,3%, на будівництві - 6,9% і у сфері обслуговування - 69%. 

 У муніципалітеті або у власному районі (кумарці) працює 18 осіб, поза районом - 21 особа.

### Безробіття
У 2007 р. нараховувалося 1 безробітний (жінка, у 2006 р. - 1 безробітний).

## Економіка

### Підприємства міста

#### Сфера послуг
| \| Підприємства міста, що працюють у сфері послуг, за діяльністю \| Підприємства міста, що працюють у сфері послуг, за діяльністю \| Підприємства міста, що працюють у сфері послуг, за діяльністю \| \| Рік \| 2002 р. \| 2001 р. \| \| ------------------------------------------------------------- \| ------------------------------------------------------------- \| ------------------------------------------------------------- \| \| Гуртова торгівля \| 0% \| 0% \| \| Готелі та готельний бізнес \| 75% \| 66,7% \| \| Транспорт та зв'язок \| 0% \| 0% \| \| Посередницькі фінансові послуги \| 0% \| 0% \| \| Послуги підприємствам \| 25% \| 33,3% \| \| Послуги фізичним особам \| 0% \| 0% \| \| Нерухомість та ін. \| 0% \| 0% \| \| Усього підприємств \| 4 \| 3 \| |         |         |
| Підприємства міста, що працюють у сфері послуг, за діяльністю |         |         |
| Рік | 2002 р. | 2001 р. |
| Гуртова торгівля | 0%      | 0%      |
| Готелі та готельний бізнес | 75%     | 66,7%   |
| Транспорт та зв'язок | 0%      | 0%      |
| Посередницькі фінансові послуги | 0%      | 0%      |
| Послуги підприємствам | 25%     | 33,3%   |
| Послуги фізичним особам | 0%      | 0%      |
| Нерухомість та ін. | 0%      | 0%      |
| Усього підприємств | 4       | 3       |

## Житловий фонд
У 2001 р. 8,3% усіх родин (домогосподарств) мали житло метражем до 59 м2, 4,2% - від 60 до 89 м2, 25% - від 90 до 119 м2 і
62,5% - понад 120 м2.

З усіх будівель у 2001 р. 12,5% було одноповерховими, 39,6% - двоповерховими, 47,9
% - триповерховими, 0% - чотириповерховими, 0% - п'ятиповерховими, 0% - шестиповерховими,
0% - семиповерховими, 0% - з вісьмома та більше поверхами.

## Автопарк
| \| Автомобілі, зареєстровані у місті, за призначенням \| Автомобілі, зареєстровані у місті, за призначенням \| Автомобілі, зареєстровані у місті, за призначенням \| \| Рік \| 2006 р. \| 2005 р. \| \| -------------------------------------------------- \| -------------------------------------------------- \| -------------------------------------------------- \| \| Приватні автомобілі \| 55,3% \| 52,8% \| \| Мотоцикли \| 5,3% \| 5,6% \| \| Вантажівки \| 36,8% \| 38,9% \| \| Трактори \| 0% \| 0% \| \| Автобуси та ін. \| 2,6% \| 2,8% \| \| Усього автомобілів \| 76 шт. \| 72 шт. \| |         |         |
| Автомобілі, зареєстровані у місті, за призначенням |         |         |
| Рік | 2006 р. | 2005 р. |
| Приватні автомобілі | 55,3%   | 52,8%   |
| Мотоцикли | 5,3%    | 5,6%    |
| Вантажівки | 36,8%   | 38,9%   |
| Трактори | 0%      | 0%      |
| Автобуси та ін. | 2,6%    | 2,8%    |
| Усього автомобілів | 76 шт.  | 72 шт.  |

## Вживання каталанської мови
У 2001 р. каталанську мову у місті розуміли 100% усього населення (у 1996 р. - 100%), вміли говорити нею 98,5% (у 1996 р. - 
100%), вміли читати 92,3% (у 1996 р. - 92,6%), вміли писати 78,5
% (у 1996 р. - 42,6%). Не розуміли каталанської мови 0%.

## Політичні уподобання
У виборах до Парламенту Каталонії у 2006 р. взяло участь 46 осіб (у 2003 р. - 42 особи). Голоси за політичні сили розподілилися таким чином:
| \| Вибори до Парламенту Каталонії \| Вибори до Парламенту Каталонії \| Вибори до Парламенту Каталонії \| \| Рік \| 2006 р. \| 2003 р. \| \| -------------------------------------- \| ------------------------------ \| ------------------------------ \| \| Конвергенція та Єднання (CiU) \| 39,1% \| 47,6% \| \| Соціалістична партія Каталонії (PSC) \| 13% \| 14,3% \| \| Народна партія (PP) \| 4,3% \| 0% \| \| Ініціатива за зелену Каталонію (IC) \| 6,5% \| 7,1% \| \| Республіканська лівиця Каталонії (ERC) \| 34,8% \| 31% \| \| Громадянська партія (C's) \| 0% \| 0% \| \| Інші \| 2,2% \| 0% \| |         |         |
| Вибори до Парламенту Каталонії |         |         |
| Рік | 2006 р. | 2003 р. |
| Конвергенція та Єднання (CiU) | 39,1%   | 47,6%   |
| Соціалістична партія Каталонії (PSC) | 13%     | 14,3%   |
| Народна партія (PP) | 4,3%    | 0%      |
| Ініціатива за зелену Каталонію (IC) | 6,5%    | 7,1%    |
| Республіканська лівиця Каталонії (ERC) | 34,8%   | 31%     |
| Громадянська партія (C's) | 0%      | 0%      |
| Інші | 2,2%    | 0%      |